# Agulhas Negras
Agulhas Negras é um distrito do município de Resende, no Rio de Janeiro. O distrito possui  cerca de 28 000 habitantes e está situado na região central do município.